# Talpa altaica
Talpa altaica là một loài động vật có vú trong họ Talpidae, bộ Soricomorpha. Loài này được Nikolsky mô tả năm 1883.